# Arabrepubliken Jemen
Arabrepubliken Jemen (arabiska: الجمهوريّة العربية اليمنية [al-Jamhūrīyah al-`Arabīyah al-Yamanīyah] ) också känt som Nordjemen eller Jemen (Sanaa), var en republik på södra Arabiska halvön från 1962 till 1990 i den nordvästra delen av nuvarande Jemen. Huvudstaden var Sanaa.
Statsbildningen föregicks 1918-1962 av Kungariket Jemen och kom till genom en statskupp.

## Historia
Arabrepubliken Jemen utropades 26 september 1962. De rojalistiska krafterna som ville ha tillbaka den störtade Muhammad al-Badr fortsatte striden med ett  inbördeskrig som följd och de fick hjälp av Saudiarabien. Den nyblivne presidenten Abdullah as-Sallal fick understöd med en militärstyrka om cirka 70 000 man från Egypten och Nordjemen var i realiteten ända till 1967 förenat med Egypten. I samband med sexdagarskriget med Israel  1967 drog Egypten tillbaka sina trupper. Striderna i Nordjemen mellan republikaner och rojalister fortsatte till 1969 då de upphörde efter förhandlingar.
Efter en instabil period med ett flertal ledare övertog Ali Abdullah Saleh 1978 posten som president. Landet angreps året därefter av  det marxistiska Sydjemen och USA sände militära styrkor till Nordjemen och försåg landet med vapen. Striderna avslutades efter en gemensam överenskommelse att slå samman de två staterna, vilket även skedde 22 maj 1990 varvid Saleh blev president i den nyblivna Republiken Jemen.

## Presidenter
| Namn                           | Ämbetsperiod                        |
| ------------------------------ | ----------------------------------- |
| Abdullah as-Sallal             | 27 september 1962 – 5 november 1967 |
| Abdul Rahman al-Iryani         | 5 november 1967 – 13 juni 1974      |
| Ibrahim al-Hamadi              | 13 juni 1974 – 11 oktober 1977      |
| Ahmad al-Ghashmi               | 11 oktober 1977 – 24 juni 1978      |
| Abdul Karim Abdullah al-Arashi | 24 juni – 18 juli 1978              |
| Ali Abdullah Saleh             | 18 juli 1978 – 22 maj 1990          |